# 北見市立図書館
北見市立図書館は、北見市が設置及び管理運営する図書館の総称。

## 統計
中央図書館及び全館の合計を示す。統計は令和4年度のもの。
- 蔵書数 - 874,016冊
  - 中央図書館 - 396,424冊
- 貸出数 - 714,251冊
  - 中央図書館 - 447,284冊
- 来館者数 - 300,721人
  - 中央図書館 - 215,662人

## 沿革
- 1946年（昭和21年）8月5日 - 市立北見図書館が開館する。
- 1966年（昭和41年）- 福祉センター図書室（現在の北見市立端野図書館）が開館する。
- 1967年（昭和42年）- 北見図書館が新築移転（博物館と併設）[1]。
- 1978年（昭和53年）- 端野町立図書館（現在の北見市立端野図書館）が開館する[2]。
- 1984年（昭和59年）- 北見図書館に併設の博物館が移転、単独館となり、中央図書館に改称[1]。
- 1993年（平成5年）- 留辺蘂町立図書館（現在の北見市立留辺蘂図書館）が開館する[3]。
- 2006年（平成18年）3月5日- 北見市、常呂町、留辺蘂町が合併。
- 2006年（平成18年）- 北見市立常呂図書館が開館する。
- 2015年（平成27年）12月23日 - 新中央図書館が開館[1]。

## 北見市立中央図書館
北見市立中央図書館（きたみしりつちゅうおうとしょかん）は、北海道北見市泉町1丁目に所在する公立図書館。

### 開館時間・休館日
- 開館時間 - 午前9時30分から午後8時（平日）、午前9時30分から午後6時（土日祝日）
- 休館日 - 月曜日、月末図書整理日（月曜日以外の毎月末日の平日）、年末年始、特別整理期間

### 分館・分室
東分館【分館】
- 所在地 - 〒090-0801 北海道北見市春光町6丁目1番22号（春光地区複合公共施設 サンハウス）
- 開館 - 1980年12月1日
- 面積 - 378 m2
- 開館時間 - 午前9時30分から午後5時、午後1時から午後5時（火曜日）
- 休館日 - 月曜日、国民の祝日（祝日が月曜日の場合、翌日も休館）、特別整理期間、年末年始
- 蔵書数 - 69,245冊（平成29年度）
- 貸出数 - 83,430冊（平成29年度）
- 来館者数 - 46,133人（平成29年度）

緑地区分館【分館】
- 所在地 - 〒090-0054 北海道北見市双葉町1丁目2番2号
- 開館 - 1988年12月20日
- 面積 - 158.76 m2
- 開館時間 - 午前9時30分から午後5時、午後1時から5時（火曜日）
- 休館日 - 月曜日、国民の祝日（月曜日が祝日の場合、翌日も休館）、特別整理期間、年末年始
- 蔵書数 - 39,670冊（平成29年度）
- 貸出数 - 99,073冊（平成29年度）
- 来館者数 - 27,396人（平成29年度）

相内分室【分室】
- 所在地 - 〒099-0871 北海道北見市相内町109番地3（相内地域複合公共施設内）
- 開館 - 1979年11月7日
- 面積 - 129.07 m2
- 開館時間 - 午後1時から5時
- 休館日 - 月曜日、国民の祝日（祝日が月曜日の場合、翌日も休館）、特別整理期間、年末年始
- 蔵書数 - 22,800冊（平成29年度）
- 貸出数 - 13,500冊（平成29年度）
- 来館者数 - 5,528人（平成29年度）

上ところ分室【分室】
- 所在地 - 〒099-1585 北海道北見市上ところ682番地1（上ところコミュニティプラザ内）
- 開館 - 1982年1月20日
- 面積 - 125.4 m2
- 開館時間 - 午後1時から5時
- 休館日 - 月曜日、国民の祝日（祝日が月曜日の場合、翌日も休館）、特別整理期間、年末年始
- 蔵書数 - 23,914冊（平成29年度）
- 貸出数 - 9,743冊（平成29年度）
- 来館者数 - 3,746人（平成29年度）

東相内地区住民センター図書室【図書室】
- 所在地 - 〒099-0878 北海道北見市東相内町287番地6（東相内地区住民センター内）
- 開館 - 1985年6月14日
- 面積 - 85.05 m2
- 開館時間 - 午後1時から5時
- 休館日 - 月曜日、国民の祝日（祝日が月曜日の場合、翌日も休館）、特別整理期間、年末年始
- 蔵書数 - 10,385冊（平成29年度）
- 貸出数 - 14,306冊（平成29年度）
- 来館者数 - 6,431人（平成29年度）

## 北見市立端野図書館
北見市立端野図書館（きたみしりつたんのとしょかん）は、北海道北見市端野町に所在する公立図書館。

### 開館時間・休館日
- 開館時間 - 午前10時から午後5時
- 休館日 - 月曜日（祝日の場合は開館）、特別整理期間、年末年始

## 北見市立常呂図書館
北見市立常呂図書館（きたみしりつところとしょかん）は、北海道北見市常呂町に所在する公立図書館。

### 開館時間・休館日
- 開館時間 - 午前9時から午後8時（日曜日を除く）、午前9時から午後5時（日曜日）
- 休館日 - 月曜日、国民の休日の翌日、特別整理期間、年末年始

## 北見市立留辺蘂図書館
北見市立留辺蘂図書館（きたみしりつるべしべとしょかん）は、北海道北見市留辺蘂町に所在する公立図書館。

### 開館時間・休館日
- 開館時間 - 午前10時から午後6時
- 休館日 - 月曜日、国民の祝日（祝日が月曜日の場合はその翌日）、資料整理日、年末年始